# Lékoni (Stadt)
Lékoni (auch Liconi, Lecori oder Leconi) ist eine Kommune und die Hauptstadt des gabunischen Departements Plateaux innerhalb der Provinz Haut-Ogooué. Mit Stand von 2013 wurde die Einwohnerzahl auf 7330 bemessen. Der Ort liegt auf einer Höhe von 583 Metern am Fluss Lékoni.